# Bar Branch (Banister River)
Der Bar Branch ist ein 5,4 Kilometer langer Fluss im Pittsylvania County des US-Bundesstaats Virginia. Er entspringt in einem Waldgebiet etwa 150 Meter abseits der Kreuzung von Slatesville Road (County Road 701) und Old Richmond Road (Virginia State Route 360). Von hier aus fließt er in nordöstliche Richtung. Nach Unterquerung der Bair Branch Road (County Road 662) mündet er nach 500 Metern beziehungsweise 1,5 Kilometer südwestlich von Pickaway  in den Banister River.